# Mario de Marco
Mario de Marco (ur. 18 października 1965 we Florianie) – maltański polityk, prawnik i nauczyciel akademicki, od 2008 do 2013 minister. Syn Guida de Marco, prezydenta Malty w latach 1999–2004.

## Życiorys
W 1988 ukończył studia prawnicze na Uniwersytecie Maltańskim. Kształcił się następnie w zakresie międzynarodowego prawa handlowego na University of Cambridge. Został później wykładowcą akademickim na macierzystej uczelni.
W wyborach krajowych w 2003 uzyskał mandat posła do Izby Reprezentantów z ramienia Partii Narodowej. Od maja do lipca 2004 pełnił funkcję deputowanego do Parlamentu Europejskiego V kadencji.
W 2008 uzyskał reelekcję w wyborach krajowych, wszedł w skład rządu Lawrence'a Gonziego jako parlamentarny sekretarz ds. turystyki. 6 stycznia 2012 przeszedł na urząd ministra turystyki, który sprawował do 10 marca 2013. W tym samym roku ponownie wybrany do parlamentu, mandat deputowanego utrzymywał również w 2017 i 2022.